# U-18 ユーガタM塾
『U-18 ユーガタM塾』（アンダーじゅうはち ゆーがたエムじゅく）は、NHK-FM放送で2008年4月4日から2012年3月31日まで放送されていた音楽番組である。

## 概要
2008年4月4日開始、毎週金曜夕方に放送。放送時間は当初16:00 - 17:15だった。この番組自体は新規設置であるが、枠による前身は「ミュージックプラザ第2部・ALL REQUEST」。
主に中学・高校生世代（U-18=18歳以下）のリスナーを主なターゲットとしている。現役の高校生が中心となってパーソナリティを週替わりで担当する。
U-18リスナーの家族・親戚・友人・学校の先生など、人生の先輩方から特によく聞いた音楽・思い出に残る一曲をリクエストしてもらい、後世に伝えていこうという趣旨のもと放送されている。毎週テーマは固定されていて「まわりの大人たちが、青春時代に聞いていた曲」。
2010年3月末までの16時台は前述のテーマに沿った選曲となる。17時台になると、今青春真っ只中のその週のDJが今の大人たちに聞いてほしい曲をかけ、最後に中高生リスナーがリサーチしたリクエストをかけていた。

## 番組の終焉
2010年4月から土曜日のサタデーワイド第3部の枠へ移動し、放送時間も短縮する。内容は担当する高校生DJ本人のまわりの大人たちが青春時代に聞いていた曲をリサーチしてそれを流し、最後に高校生DJ本人がその年長者たちに聴いて欲しい曲として1曲だけチョイスして流すという進行になった。
2012年度よりNHKラジオ第1放送で土曜・日曜の21時から24時に「wktkラヂオ学園」と題して若者向けの番組をまとめた新ゾーンに統一されたため番組終了。4年の放送に幕を閉じ、NHK-FMから一般公募のパーソナリティが出演するレギュラー枠の番組が消滅した。

## 放送時間
3回にわたり時間移動を行なっている。
- 放送開始 - 2009年3月：毎週金曜 16:00 - 17:15
- 2009年4月 - 2010年3月：毎週金曜 16:00 - 17:20
- 2010年4月 - 2012年3月：毎週土曜 18:00 - 18:50（サタデーワイド第3部）

注釈
当番組を含む土曜日14:00 - 18:50は、各放送局自主編成ゾーンとなっているため、全ての時間帯あるいは一部の時間帯をそれぞれの都道府県単位で差し替える場合がある。
- NHK和歌山放送局では、2009年4月から自社制作番組「わかやまパワーステーション2」を月に2回差し替えて放送したため、隔週で聴けなかったが、2010年4月の改編で再び毎週聴けるようになった。
- 2011年度改編で仙台局制作の東北6県ブロックネット番組「サバトセーラ東北」が開始したため東北地区ではFM放送で聞くことができなくなった。
- 2011年9月よりインターネットラジオ「らじる★らじる」開始によりインターネットでは原則全国で聴けるようになった。